# Сташовський повіт
Сташовський повіт (пол. powiat staszowski) — один з 13 земських повітів Свентокшиського воєводства Польщі.
Утворений 1 січня 1999 року в результаті адміністративної реформи.

## Загальні дані
Повіт знаходиться у південно-східній частині воєводства.
Адміністративний центр — місто Сташув.
Станом на 1.01.2008 населення становить 73 697 осіб, площа 924,8 км².

## Демографія
Демографічні дані повіту станом на 30.06.2006:
|       | Всього | Всього | Жінки  | Жінки | Чоловіки | Чоловіки |
| ----- | ------ | ------ | ------ | ----- | -------- | -------- |
|       | осіб   | %      | осіб   | %     | осіб     | %        |
| Повіт | 74 004 | 100    | 37 258 | 50,3  | 36 746   | 49,7     |
| Міста | 25 770 | 100    | 13 135 | 51,0  | 12 635   | 49,0     |
| Села  | 48 234 | 100    | 24 123 | 50,0  | 24 111   | 50,0     |